# A Natural Death
A Natural Death é o quarto álbum de estúdio da banda de Metalcore/Nintendocore Horse the Band, lançado em 26 de Junho de 2007.
| Críticas profissionais                                                      | Críticas profissionais |
| Avaliações da crítica                                                       | Avaliações da crítica  |
| Fonte                                                                       | Avaliação              |
| --------------------------------------------------------------------------- | ---------------------- |
| allmusic                                                                    | [ 2 ]                  |
| Rocklouder                                                                  | [ 3 ]                  |
| Rockmidgets.com                                                             | [ 4 ]                  |
| Esta tabela precisa de ser acompanhada por texto em prosa. Consulte o guia. |                        |

## Faixas
1. "Hyperborea" – 2:45
2. "Murder" – 4:14
3. "The Startling Secret of Super Sapphire" – 3:18
4. "The Beach" – 1:07
5. "Face of Bear" – 4:02
6. "Crickets" – 1:06
7. "New York City" – 4:47
8. "Sex Raptor" – 3:18
9. "Broken Trail" - 3:16
10. "The Red Tornado" – 3:42
11. "Treasure Train" – 2:57
12. "His Purple Majesty" – 3:04
13. "Kangarooster Meadows" – 1:23
14. "Rotting Horse" – 4:28
15. "I Think We Are Both Suffering from the Same Crushing Metaphysical Crisis" – 7:24
16. "Lif" – 4:48

### Faixas bônus do Best Buy
1. "Crow Town" - 3:40
2. "Hyperborea" (Midi Version) - 2:34
3. "Treasure Train" (Midi Version) - 2:54

### Faixa bônus exclusiva do iTunes Exclusive
1. "The Red Tornado" (Midi Version) - 2:45